# 西聖盧西亞
11°54′29″S 61°46′44″W / 11.90806°S 61.77889°W
西聖盧西亞（葡萄牙語：Santa Luzia d'Oeste），是巴西的城鎮，位於該國西北部，由朗多尼亞州負責管轄，始建於1986年5月11日，面積1,198平方公里，海拔高度260米，2010年人口8,886，人口密度每平方公里7.42人。